# Edda Garðarsdóttir
Edda Garðarsdóttir (Reykjavik, 15 juli 1979) is een voetbalspeelster uit IJsland. Ze speelde in de IJslandse, Zweedse en Engelse competitie.

## Statistieken
| Seizoen | Club               | Land     | Competitie | Wedstrijden | Doelpunten |
| ------- | ------------------ | -------- | ---------- | ----------- | ---------- |
| 2008    | KR                 | IJsland  | URW        | ?           | 3          |
| 2009    | KIF Örebro         | Zweden   | DAM        | 21          | 6          |
| 2010    | KIF Örebro         | Zweden   | DAM        | 21          | 2          |
| 2011    | KIF Örebro         | Zweden   | DAM        | 16          | 3          |
| 2012    | KIF Örebro         | Zweden   | DAM        | 20          | 1          |
| 2013    | Chelsea LFC        | Engeland | WSL        | 5           | 0          |
| 2013    | Valur              | IJsland  | URW        | 9           | 2          |
| 2021    | Thróttur Reykjavík | IJsland  | URW        |             |            |
| Totaal  | Totaal             | Totaal   | Totaal     | --          | --         |

Laatste update: juni 2021

## Interlands
Garðarsdóttir kwam tussen 1997 en 2013 103 maal uit voor het IJslands vrouwenvoetbalelftal.